# فولكر إيكيرت
فولكر إيكيرت (بالألمانية: Volker Eckert)‏ هو قاتل متسلسل وسائق شاحنة ألماني، ولد في 1 يوليو 1959 في بلاوين في ألمانيا، وتوفي في 2 يوليو 2007 في بايرويت في ألمانيا بسبب شنق.